# Calafuria (film)
Calafuria è un film del 1943 diretto da Flavio Calzavara, tratto dall'omonimo romanzo di Delfino Cinelli.

## Trama
Una notte a Firenze il noto pittore livornese Tommaso Bardelli salva in un vicolo una ragazzina, Marta, dalle percosse di un bruto. L'uomo la porta a Livorno nella villa dello zio a Calafuria e se ne innamora. Ben presto si viene a sapere del suo passato immorale, ma quando rimane incinta lui decide di sposarla. Contrario al matrimonio, l'anziano zio mette i bastoni tra le ruote ai due; Marta scappa facendosi credere suicidata negli scogli di Calafuria. Si rifugia invece a Roma da un'anziana ostetrica, che scoperta l'identità del padre lo avvisa segretamente della realtà dei fatti. Tommaso, però, per dimenticare l'accaduto parte volontario per la guerra dove rimane gravemente ferito. In fin di vita, riceve nell'ospedale la lettera sullo stato di Marta e la nascita del loro figlio, e ciò gli dà coraggio per il difficile intervento chirurgico da subire. Al risveglio ritrova Marta al suo capezzale in compagnia del loro figlio.

## Produzione
Una scena è stata girata a Firenze, ove è visibile Ponte Vecchio.

## Distribuzione
Il film venne distribuito nel circuito cinematografico italiano l'11 marzo 1943.